# Sonate pour violoncelle et piano de Grieg
Pour les articles homonymes, voir Sonate pour violoncelle et piano.
La Sonate pour violoncelle et piano, op. 36 est une œuvre de musique de chambre pour violoncelle et piano du compositeur norvégien Edvard Grieg, écrite en 1883.

## Contexte et création
Edvard Grieg achève sa Sonate pour violoncelle et piano en avril 1883 à Bergen et dédie l'œuvre à son frère, violoncelliste amateur. La création publique se fait à Dresde le 22 octobre 1883, avec Friedrich Grützmacher au violoncelle et le compositeur au piano. L'œuvre entre rapidement au répertoire du violoncelle avant d'être un peu oublié par la suite.

## Structure
L'œuvre comprend trois mouvements :
1. Allegro agitato
2. Andante molto tranquillo
3. Allegro

La durée d'exécution est d'environ vingt-sept minutes.

## Analyse

### Allegro agitato
Le premier mouvement est de forme sonate bithématique. Le premier thème débute par un motif de trois degrés conjoints (mi, fa et mi), largement répété et qui sera ensuite repris dans le développement. Le second thème se fait par une modulation en ut majeur. La cadence du violoncelle qui clôt le développement est remarquable à plus d'un titre, avec un accompagnement pianistique qui amène à la réexposition. Un Presto puis un Prestissimo forment la coda où se combinent le premier thème et une simplification du second.

### Andante molto tranquillo
La mélodie du mouvement central est majestueuse, et est empruntée de la musique de scène écrite pour le drame Sigurd Jorsalfar. C'est d'abord le piano qui présente cette mélodie, puis elle est répétée par le violoncelle dans une harmonisation chromatique et des accords arpégés du piano. La section centrale, plus agitée, est dans les tonalités de fa mineur et ut dièse mineur. C'est alors une figure en triolets qui s'impose et qui occasionne un libre traitement du violoncelle. La coda se fait ensuite Tranquillo.

### Allegro
Le final présente beaucoup de passages répétitifs, mais son introduction dans un mode récitatif est digne d'attention et ne réapparaissant qu'à la réexposition. De plus, Edvard Grieg emploie un procédé qui présente le second thème en ut majeur comme dérivant du premier, en augmentation, et en la mineur.